# Senna suarezensis
Senna suarezensis là một loài thực vật có hoa trong họ Đậu. Loài này được (Capuron) Du Puy miêu tả khoa học đầu tiên.